# Édouard Jumel
Pour les articles homonymes, voir Jumel (homonymie).
Édouard Jumel, né à Corbie (Somme) le 8 janvier 1832 et mort à Quevauvillers (Somme), le 2 décembre 1915, plus connu sous le nom de l’abbé Jumel, était un prêtre du diocèse d'Amiens et historien picard du XIXe siècle.

## Biographie

### Famille et formation
Édouard Alfrède Jumel était le fils de Louis Eustache Jumel et de Catherine Leclercq, marchands épiciers à Corbie.
Édouard Jumel suivit d'abord ses études au Petit Séminaire de Saint-Riquier puis au Grand Séminaire d'Amiens. Il manifesta dès le petit séminaire un goût prononcé pour la musique, le dessin et les sciences. Il fit fonction de bibliothécaire au grand séminaire et dressa le catalogue des ouvrages de la bibliothèque.

### Carrière ecclésiastique
Il fut d'abord nommé vicaire à Harbonnières puis à Picquigny. Il devint curé de Bourdon puis de Quevauvillers en 1871 et le resta jusqu'à sa mort, en 1915.
Il fut directeur de l'orphéon de Quevauvillers et reçut à ce titre une médaille d'argent de la ville de Paris au concours international de musique, en 1881.

### Historien local
Membre de la Société des antiquaires de Picardie, il publia huit monographies de localités du département de la Somme, qui ont été rééditées en 1979, en un seul volume, par les éditions Jeanne Laffitte, sous le titre Monographies picardes.  Cinq d'entre elles étaient parues dans La Picardie, Revue littéraire et scientifique. Il publia également des vies de saints et divers ouvrages religieux.

### Publications
- La Vie de Sainte Colette, réformatrice des trois ordres de saint François; et patronne de la ville de Corbie, 1868, Tournai, H. Casterman,  [lire en ligne]
- Bourdon et ses anciens seigneurs, vicomtes de Domart, 1868, Amiens, Lambert-Caron, 80 p. ;
- Monographie de Croy, 1869, Amiens, Lenoel-Hérouart, 1869, 46 p. (tiré à part de La Picardie, Revue littéraire et scientifique, tome 14, 1868, p. 441, 481 & 555 [3]; tome 15, 1869, p. 21 [4];
- Monographie picardes ou Etudes historiques sur les communes - Davenescourt, 1870, Amiens, Lenoel-Herouart, 131 p. (tiré à part de La Picardie, Revue littéraire et scientifique, tome 15, 1869, p. 124, 169, 201, 241, 299, 356 [5]; tome 16, 1870, p. 17, 74 & 116 [6]);
- Monographie de Vignacourt, 1870, Amiens, 70 p. (tiré à part de La Picardie, Revue Littéraire et scientifique, tome 16, 1870, p. 217, 252, 310, 397 & 475 [7]; tome 17, 1872, p. 29 & 84 [8]) ;
- Monographies de Picardie - Deuxième série - Quevauvillers, 1873, Amiens, Lenoel-Herouart, 49 p. (tiré à part de La Picardie, Revue littéraire et scientifique, tome 17, 1872, p. 440 [9] ; tome 18, 1873, p. 1, 70, 158, 252, & 310) [10] ;
- Monographies picardes ou études historiques sur les communes - Flixecourt, 1876, Amiens, Lenoel-Herouart, 100 p. ;
- Monographies de Picardie - Deuxième série - Heilly, 1876, Amiens, Delattre-Lenoel, 100 p. (tiré à part de La Picardie, Revue littéraire et scientifique, tome 19, 1973, p. 158, 201, 262, 302, 337, 395, 453 & 545 [11]; et tome 20, 1875, p. 144, 153, 160 & 373 [12]
- Nouveau mois de Saint Joseph des paroisses et des pensionnats, 1903
- Monographie de la ville de Corbie, 1904, Amiens, Yvert et Tellier, 149 p. ;
- Au Sacré-Cœur de Montmartre. Nouveau mois du Sacré-Cœur de Jésus, 1908, Paris, R. Haton,